# August Starszy
August zwany Starszym (ur. 18 listopada 1568 r., zm. 1 października 1636 r.) – książę brunszwicko-lüneburski na Celle od 1633 roku z dynastii Welfów.

## Życiorys
August był trzecim spośród licznych synów księcia brunszwicko-lüneburskiego na Celle Wilhelma Młodszego i Doroty, córki króla duńskiego Chrystiana III. W młodości służył w wojsku habsburskim. W 1610 r. został wybrany na protestanckiego biskupa Ratzeburga. W 1633 r., po bezpotomnej śmierci dwóch starszych braci (Ernesta II, a następnie Chrystiana) objął tron książęcy w Celle. 
Żył w związku z córką urzędnika Ilsą Schmidigen. Liczne ich dzieci nie mogły dziedziczyć tronu książęcego. Po śmierci Augusta tron w Celle objął kolejny z synów Wilhelma Młodszego Fryderyk.